# Jacob Johan Anckarström

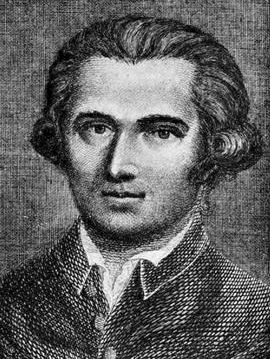
Jacob Johan Anckarström

Jacob Johan Anckarström (Roslagen, 11 mei 1762 – Stockholm, 27 april 1792) was een Zweeds militair en is vooral bekend van zijn moordaanslag op Gustaaf III van Zweden.

## Biografie
Anckarström werd geboren als de zoon van Jacob Johan Anckarström senior. Tussen 1778 en 1783 diende hij als kapitein in het regiment van koning Gustaaf III van Zweden. Gedurende zijn reizen door Gotland werd hij beschuldigd wegens laster jegens de koning. Hierop vluchtte hij naar Stockholm, maar hij werd alsnog opgepakt. Anckarström werd terug naar Gotland gebracht om berecht te worden. Wegens gebrek aan bewijs werd hij vrijgesproken. Hierdoor werd zijn haat jegens de koning aangewakkerd.
Op 16 maart 1792 keerde Gustaaf III terug naar Stockholm. 's Avonds bezocht hij een gemaskerd bal in de Koninklijke Opera. Daar ontving hij een bericht waarin de koning bedreigd werd, maar hij legde dat bericht naast zich neer. Na het diner werd de koning omringd door Anckarström en enkele van zijn vrienden. Daar trok Anckarström zijn pistool en schoot op de koning. Hij wist nog te vluchten voordat de deuren van de opera zich sloten, maar de volgende ochtend werd hij al opgepakt. Anckarström bekende de moord.
Hij werd vastgezet in een gevangenis die zich niet al te ver bevond van het Stockholms slot. Gustaaf III stierf op 29 maart aan zijn verwondingen. Ruim twee weken later werd Anckarström ontdaan van zijn titels en privileges. Hij zou voor drie dagen in de ketenen worden gelegd en gegeseld. Ook zijn rechterhand werd afgehakt voordat Anckarström op 27 april werd onthoofd.

## Opera's
Anckarström is een personage dat voorkomt in de opera Gustaf III  van Daniel Auber en ook in Giuseppe Verdi's Un ballo in maschera.